# Provisorische Regierung (Irland)
In der irischen Geschichte gab es zwei provisorische Regierungen:
- die provisorische Regierung, die beim Osteraufstand 1916 die Oster-Proklamation unterzeichnete, und
- die provisorische Regierung in der Übergangszeit zum Irischen Freistaat im Jahr 1922

## Die Provisorische Regierung 1916
Am ersten Tag des Osteraufstands in Dublin am 24. April 1916 verlas Patrick Pearse die Oster-Proklamation. Diese Proklamation war unterzeichnet von der „provisorischen Regierung der Irischen Republik“ (Provisional Government of the Irish Republic). Der Aufstand wurde schnell niedergeschlagen, so dass die provisorische Regierung lediglich für kurze Zeit auf dem Papier existierte.
Die Unterzeichner der Proklamation waren:
- Thomas J. Clarke
- Sean MacDiarmada
- Thomas MacDonagh
- Patrick Pearse
- Éamonn Ceannt
- James Connolly
- Joseph Plunkett

## Die Provisorische Regierung 1922
Die „Provisorische Regierung“ (Provisional Government) war in der britischen Politikhistorie 1922 die Übergangsregierung Südirlands von der Unterzeichnung des Anglo-Irischen Vertrags bis zur Entstehung des Irischen Freistaates. Sie wird auch als „Provisorische Regierung von Irland“ (Provisional Government of Ireland) und auch aufgrund der Tatsache, dass ihr Einfluss nicht nach Nordirland hineinreichte, als „Provisorische Regierung von Südirland“ (Provisional Government of Southern Ireland) bezeichnet.
Unter der Dáil-Verfassung der Irischen Republik von 1919 existierte Dáil Éireann (das revolutionäre Parlament der Irischen Republik) auch nach dem Vertrag weiter. Eamon de Valera gab die Präsidentschaft auf, was zu einer Neuwahl führte. De Valera versuchte auf diese Weise den Vertrag, der kürzlich vom Dáil angenommen wurde, zu unterwandern, doch Arthur Griffith gewann die Wahl und wurde Präsident (Griffith nannte sich Präsident des Dáil Éireann – im Gegensatz zu de Valera, der Präsident der Republik bevorzugte).
Doch diese Regierung hatte nach britischem Recht keine offiziellen Machtbefugnisse, so dass eine ko-existierende Regierung entstand, die – theoretisch – gegenüber dem südirischen Unterhaus verantwortlich war. Deren Vorsitz übernahm Michael Collins.
Nach dem Tod von Collins und Griffith im August 1922 übernahm W. T. Cosgrave sowohl das Amt des Präsidenten des Dáil Éireann als auch das des Vorsitzenden der Provisorischen Regierung, so dass beide Ämter ineinander übergingen. Im Dezember 1922 wurden sowohl Südirland als auch die Irische Republik vom Irischen Freistaat, einem Dominion des Vereinigten Königreichs, abgelöst.

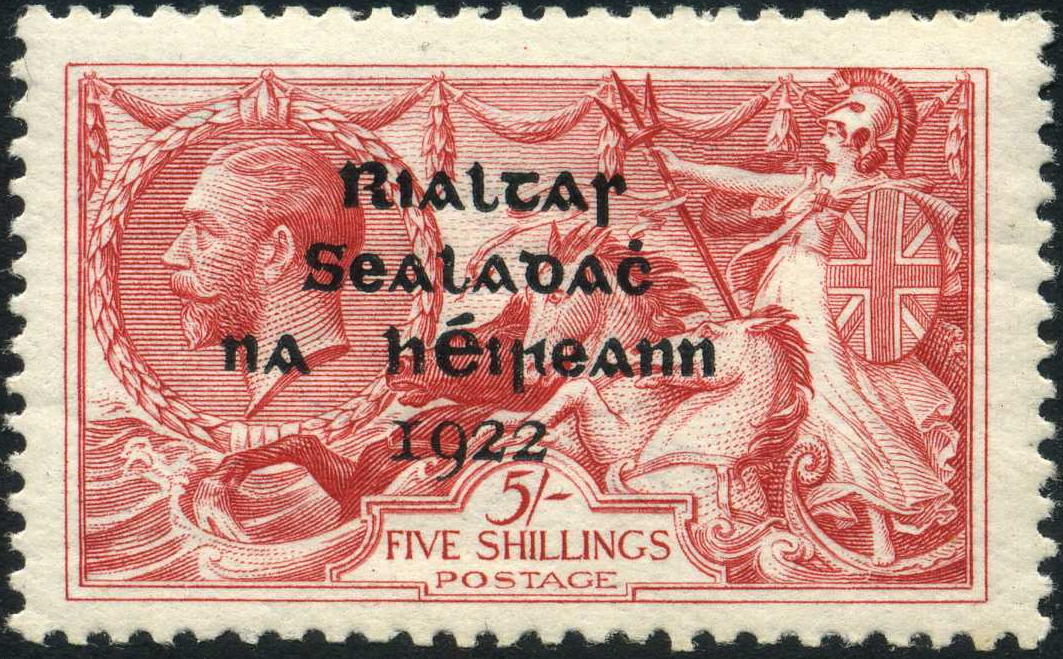
Poststempel der Regierung bestanden aus überdruckten britischen Marken. Der Text in traditioneller irischer Rechtschreibung bedeutet Rialtas Sealadach na hÉireann 1922 und bedeutet „Provisorische Regierung von Irland 1922“.

### Liste der Ministerien
| Amt              | 1. Kabinett (16. Jan.–30. Aug.)                                       | 2. Kabinett (30. Aug.–6. Dez.) |
| ---------------- | --------------------------------------------------------------------- | ------------------------------ |
| Vorsitzender     | Michael Collins                                                       | W.T. Cosgrave                  |
| Finanzminister   | Michael Collins (16. Jan.–17. Juli) W.T. Cosgrave (17. Juli–30. Aug.) | W.T. Cosgrave                  |
| Außenminister    | Arthur Griffith (26. Juli–21. Aug.) Michael Hayes (21.–30. Aug.)      | Desmond FitzGerald             |
| Innenminister    | Eamonn Duggan                                                         | Kevin O’Higgins                |
| Gemeindeminister | W.T. Cosgrave                                                         | Ernest Blythe                  |
| Bildungsminister | Fionán Lynch                                                          | Eoin MacNeill                  |
| Agrarminister    | Patrick Hogan                                                         | Patrick Hogan                  |
| Postminister     | James J. Walsh                                                        | James J. Walsh                 |